# In the Teeth of the Evidence
In the Teeth of the Evidence is een verzameling korte verhalen in het detectivegenre van de Engelse schrijfster Dorothy L. Sayers. De bundel verscheen voor het eerst in 1939 en bevat 17 verhalen. De titel van de bundel is tevens de titel van het eerste verhaal in de verzameling.
Twee van de verhalen gaan over de activiteiten van de aristocratische amateurdetective Lord Peter Wimsey, de speurder aan wie de schrijfster elf romans wijdde. In vijf vertellingen figureert de handelsreiziger Montague Egg, die uitsluitend voorkomt in korte verhalen van de schrijfster. Andere zaken rond deze speurder zijn verschenen in de bundel Hangman's Holiday. Daarnaast bevat de bundel tien andere verhalen in hetzelfde genre.

## Inhoud
- Lord Peter Wimsey-verhalen:
  - "In the Teeth of the Evidence"
  - "Absolutely Elsewhere"
- Montague Egg-verhalen:
  - "A Shot at Goal"
  - "Dirt Cheap"
  - "Bitter Almonds"
  - "False Weight"
  - "The Professor's Manuscript"
- Overige verhalen:
  - "The Milk-Bottles"
  - "Dilemma"
  - "An Arrow O'er the House"
  - "Scrawns"
  - "Nebuchadnezzar"
  - "The Inspiration of Mr. Budd"
  - "Blood Sacrifice"
  - "Suspicion"
  - "The Leopard Lady"
  - "The Cyprian Cat"